# Naruto to Boruto: Shinobi Striker
Naruto to Boruto: Shinobi Striker (NARUTO TO BORUTO シノビストライカー ?, NARUTO TO BORUTO: Shinobi Sutoraikā) è un videogioco picchiaduro multigiocatore online sviluppato dalla Soleil Ltd. e pubblicato dalla Namco-Bandai per la PlayStation 4, Xbox One e Microsoft Windows il 31 agosto 2018. Il gioco permette ai giocatori di competersi in incontri testa a testa 4 contro 4 simultanei. Inoltre, per la prima volta in un gioco Naruto, è possibile creare il proprio personaggio da zero. Il gioco è ambientato a seguito della successione di Naruto Uzumaki come Settimo Hokage, e più di preciso durante gli Esami di Selezione dei Chunin.

## Modalità di gioco
I giocatori competono in varie modalità multigiocatore come Battaglia, Bandiera, Base, Barriera e molte altre, che richiederanno abilità e lavoro di squadra in modo da conseguire la vittoria. Inoltre, nella modalità "Missioni VR", i giocatori possono anche fare squadra con nemici comandati dall'IA come i cercoteri (ovvero esseri come la Volpe a Nove Code).
I maestri ninja (personaggi originali) possono anche servire come mentori che il personaggio creato dal giocatore può scegliere liberamente per imparare nuove tecniche e aggiungerle al suo arsenale.
I personaggi sono definiti in quattro categorie:
- I personaggi di tipo Attacco si affidano agli attacchi da mischia;
- I personaggi di tipo A distanza eccellono nel tirare attacchi a proiettili contro gli avversari o comunque a favore della propria squadra;
- I personaggi di tipo Difesa sono dotati di forti attacchi enfatizzando però la protezione degli alleati usando tecniche per ottenere dei vantaggi;
- I personaggi di tipo Cura usano le tecniche curative per sostenere la propria squadra.

## Maestri ninja giocabili
| Attacco | A distanza | Difesa | Cura |
| --- | --- | --- | --- |
| - Naruto Uzumaki - Kakashi Hatake - Rock Lee - Pain - Boruto Uzumaki - Minato Namikaze+ - Hashirama Senju+ - Naruto Uzumaki (BORUTO)+ - Killer Bee+ - Gai Maito+ - Shisui Uchiha+ - Kawaki+ - Konohamaru Sarutobi (BORUTO)+ - Naruto Uzumaki (Modalità Barione)+ - Obito Uchiha (forza portante del Dieci Code)+ - Kawaki (progressione del Karma)+ - Naruto Uzumaki (ver. giovane)+ | - Sasuke Uchiha - Sai - Deidara - Itachi Uchiha - Konan - Orochimaru+ - Madara Uchiha+ - Tobirama Senju+ - Sasuke Uchiha (BORUTO)+ - Haku+ - Kakashi Hatake (Doppio Sharingan)+ - Nagato (Resurrezione)+ - Temari+ - Boruto Uzumaki (progressione del Karma)+ - Sasori+ - Sasuke Uchiha (battaglia finale ver. giovane)+ | - Yamato - Choji Akimichi - Gaara - Kisame Hoshigaki - Mitsuki - Jiraiya+ - Hiruzen Sarutobi+ - Obito Uchiha+ - Zabuza Momochi+ - Neji Hyuga+ - Boruto Uzumaki (Karma)+ - Sasuke Uchiha (L'ultima battaglia)+ - Isshiki Otsutsuki+ - Minato Namikaze (Resurrezione)+ - Gaara (ver. giovane)+ - Shisui Uchiha (Susano'o perfetto)+ - Hidan+ | - Sakura Haruno - Shikamaru Nara - Hinata Hyuga - Kabuto Yakushi - Sarada Uchiha - Tsunade+ - Mei Terumi+ - Onoki+ - Ino Yamanaka+ - Naruto Uzumaki (L'ultima battaglia)+ - Sakura Haruno (Guerra dei Ninja)+ - Itachi Uchiha (Resurrezione)+ - Madara Uchiha (sei vie)+ - Kaguya Otsutsuki+ |

## Eredità
| Nome                                                                            | Data di uscita    | Descrizione | Stagione                                        |
| ------------------------------------------------------------------------------- | ----------------- | --- | ----------------------------------------------- |
| NTBSS: Shinobi Strikers T-Shirt: White (Gender-Neutral)                         | 31 agosto 2018    | Il contenuto include una maglietta speciale decorata con il logo del gioco, per coloro che hanno partecipato al beta test di NARUTO TO BORUTO: SHINOBI STRIKER. | -                                               |
| NTBSS: Shinobi Strikers T-Shirt: Black (Gender-Neutral)                         | 31 agosto 2018    | Il contenuto include una maglietta speciale decorata con il logo del gioco, per coloro che hanno partecipato al beta test di NARUTO TO BORUTO: SHINOBI STRIKER. | -                                               |
| NTBSS: Master Character Training Pack - Jiraiya                                 | 5 ottobre 2018    | I contenuti includono due Arti ninja (Bombe del rospo (Tipo difensivo) e Arte magica Ago Jizo (Tipo difensivo)), una Tecnica suprema (Tecnica del richiamo: Tecnica del caos! [Tipo difensivo]), un'arma (Pipa fumante (Tipo difensivo)), una parte avatar (Capelli di Jiraiya (solo personaggi maschili)) e costumi (Tenuta di Jiraiya: Parte superiore/inferiore (solo personaggi maschili) e Maglietta credo ninja di Jiraiya). | NARUTO TO BORUTO: SHINOBI STRIKER Season Pass   |
| NTBSS: Master Character Training Pack - Hiruzen Sarutobi                        | 19 ottobre 2018   | I contenuti includono due Arti ninja (Arte del fuoco: Fiato ardente del drago e Arte della terra: Proiettile del drago di terra), una Tecnica suprema (Sigillo del diavolo (Tipo difensivo)), un'arma (Bastone di diamante (Tipo difensivo)), una parte avatar (Elmo di Hiruzen (solo personaggi maschili)) e costumi (Tenuta di Hiruzen (solo personaggi maschili) e Maglietta credo ninja di Hiruzen). | NARUTO TO BORUTO: SHINOBI STRIKER Season Pass   |
| NTBSS: Master Character Training Pack - Orochimaru                              | 2 novembre 2018   | I contenuti includono tre Arti ninja (Tecnica dell'ombra del groviglio di serpi (Tipo a distanza), Arte del vento: Grande faglia (Tipo a distanza) e Clone serpente), una Tecnica suprema (Tecnica del richiamo: Resurrezione (Tipo a distanza)), un'arma (Spada Kusanagi di Orochimaru (Tipo difensivo)), una parte avatar (Capelli di Orochimaru (solo personaggi maschili)) e costumi (Tenuta di Orochimaru: Parte superiore/inferiore (solo personaggi maschili) e Maglietta credo ninja di Orochimaru). | NARUTO TO BORUTO: SHINOBI STRIKER Season Pass   |
| NTBSS: Master Character Training Pack - Tobirama Senju                          | 16 novembre 2018  | I contenuti includono due Arti ninja (Arte dell'acqua: Tecnica del drago acquatico (Tipo a distanza) e Arte dell'acqua: Onda tagliente (Tipo a distanza)), una Tecnica suprema (Doppia Carta-bomba (Tipo a distanza)), un'arma (Spada ninja di Tobirama (Tipo curativo)), una parte avatar (Capelli di Tobirama (solo personaggi maschili)) e costumi (Tenuta di Tobirama (solo personaggi maschili) e Maglietta credo ninja di Tobirama). | NARUTO TO BORUTO: SHINOBI STRIKER Season Pass   |
| NTBSS: Master Character Training Pack - Minato Namikaze                         | 16 novembre 2018  | I contenuti includono due Arti ninja (Tecnica del Raijin volante (Tipo d'attacco) e Raijin volante, livello 2 (Tipo d'attacco)), una Tecnica suprema (Lampo Rase, ululato della super danza circolare, livello 3 (Tipo d'attacco)), un'arma (Kunai del Raijin volante (Tipo a distanza)), una parte avatar (Capelli di Minato (solo personaggi maschili)) e costumi (Tenuta di Minato (solo personaggi maschili) e Maglietta credo ninja di Minato). | NARUTO TO BORUTO: SHINOBI STRIKER Season Pass   |
| NTBSS: Master Character Training Pack - Hashirama Senju                         | 16 novembre 2018  | I contenuti includono due Arti ninja (Arte del legno: Buddha ridanciano (Tipo d'attacco) e Arte del legno: Tecnica del drago di legno (Tipo d'attacco)), una Tecnica suprema (Arte eremitica: Arte del legno: Shinsu Senju vero Kan'on dalle 1000 braccia (Tipo d'attacco)), un'arma (Spada lunga di Hashirama (Tipo difensivo)), una parte avatar (Capelli di Hashirama (solo personaggi maschili)) e costumi (Tenuta di Hashirama (solo personaggi maschili) e maglietta credo ninja di Hashirama). | NARUTO TO BORUTO: SHINOBI STRIKER Season Pass   |
| NTBSS: Master Character Training Pack - Tsunade                                 | 29 gennaio 2019   | I contenuti includono due Arti ninja (Piede celestiale (Tipo curativo) e Attacco al sistema nervoso (Tipo curativo)), una Tecnica suprema (Lumaca: Cura a lunga distanza (Tipo curativo)), un'arma (1 bottiglia di Sho (Tipo curativo)), una parte avatar (Capelli di Tsunade (solo personaggi femminili)) e costumi (Tenuta di Tsunade: Parte superiore/inferiore (solo personaggi femminili) e Maglietta credo ninja di Tsunade). | NARUTO TO BORUTO: SHINOBI STRIKER Season Pass   |
| NTBSS: Master Character Training Pack - Obito Uchiha                            | 22 febbraio 2019  | I contenuti includono due Arti ninja (Formazione fiamma Uchiha (Tipo difensivo) e Tecnica del trasporto (Tipo difensivo)), una Tecnica suprema (Arte del fuoco: Tempesta esplosiva), un'arma (Spada di Nunoboko (Tipo difensivo)), una parte avatar (Capelli di Obito (solo personaggi maschili)) e costumi (Tenuta di Obito (solo personaggi maschili) e Maglietta credo ninja di Obito). | NARUTO TO BORUTO: SHINOBI STRIKER Season Pass   |
| NTBSS: Master Character Training Pack - Madara Uchiha                           | 5 aprile 2019     | I contenuti includono due Arti ninja (Arte del fuoco: Fiamma sterminatrice (Tipo a distanza) e Arte del fuoco: Tecnica del nascondiglio di cenere (Tipo a distanza)), una Tecnica suprema (Paradiso nascosto (Tipo a distanza)), un'arma (Ventaglio di Madara (Tipo difensivo)), una parte avatar (Capelli di Madara (solo personaggi maschili)) e costumi (Tenuta di Madara (solo personaggi maschili) e Maglietta credo ninja di Madara). | NARUTO TO BORUTO: SHINOBI STRIKER Season Pass   |
| NTBSS: Master Character Training Pack - Zabuza Momochi                          | 2 agosto 2019     | Il contenuto include Arti ninja x2 (Cacciatore di demoni (Tipo difensivo) e Tecnica prigione acquatica (Tipo difensivo), Tecnica suprema x1 (Tecnica del Velo di Nebbia (Tipo difensivo)), parti avatar (Pettinatura (Zabusa Momochi), per avatar uomo/donna), 1 Arma Tipo di difesa (Mannaia decapitatrice (Umano demoniaco)) e costumi (Tenuta di Zabusa, per avatar uomo/donna, Pittura facciale: Umano demoniaco e Titolo onorifico: Demone della Nebbia). | NARUTO TO BORUTO: SHINOBI STRIKER Season Pass 2 |
| NTBSS: Master Character Training Pack - Haku                                    | 30 agosto 2019    | Il contenuto include Arti ninja x3 (Arte del ghiaccio: Rondine di ghiaccio (A distanza), Tecnica segreta del cristallo mortale (A distanza) e Tecnica della moltiplicazione degli specchi diabolici (Tecnica della sostituzione)), Tecnica suprema x1 (Tecnica segreta: Tecnica degli specchi diabolici (A distanza)), parti avatar (Acconciatura (Haku), per avatar uomo/donna e Acconciatura (Haku vers. primo incontro) per avatar uomo/donna) e costumi (Tenuta di Haku, per avatar uomo/donna, Tenuta di Haku ver. primo incontro e Titolo onorifico: Clan Yuki). | NARUTO TO BORUTO: SHINOBI STRIKER Season Pass 2 |
| NTBSS: Master Character Training Pack - Ohnoki                                  | 27 settembre 2019 | I contenuti includono 3 arti ninja (Arte della terra: Macigno ultra pesante (Tipo curativo), Arte della terra: Ultra alleggerimento del macigno (Tipo curativo) e Tecnica del clone di pietra (tecnica della sostituzione)), 1 Tecnica suprema (Arte della polvere: Tecnica distacco mondo primitivo (Tipo curativo)), parti avatar (Accessorio (Naso di Onoki), per avatar maschili/femminili, Capigliatura (Cappello da Tsuchikage), per avatar maschili/femminili e Azione sala d'attesa (Arte della terra: Tecnica della pietrificazione leggera) e Titolo onorifico: Guardiano del recinto) e costume (Tenuta di Onoki, per avatar maschili/femminili).                   | NARUTO TO BORUTO: SHINOBI STRIKER Season Pass 2 |
| NTBSS: Master Character Training Pack - Eight Tails Jinchuriki                  | 1º novembre 2019  | I contenuti includono 2 arti ninja (Abbraccio tentacolare (Tipo d'attacco) e Tecnica acrobatica (Tipo d'attacco)), 1 Tecnica suprema (Modalità chakra dell'Ottacoda (Tipo d'attacco): immetti comandi aggiuntivi per eseguire Vortice dell'Ottacoda!), 1 Parte avatar (Capigliatura (Cappello da Raikage), per avatar maschili/femminili), 1 Arma Tipo d'attacco (Pelle di Squalo: Samehada (Follia)), 1 Costume (Tenuta di Killer Bee, per avatar maschili/femminili) e contenuti aggiuntivi (Azione sala d'attesa: Fratello! e Titolo onorifico: Amico dell'Ottacoda). | NARUTO TO BORUTO: SHINOBI STRIKER Season Pass 2 |
| NTBSS: Master Character Training Pack - Sasuke Uchiha (Boruto)                  | 27 novembre 2019  | I contenuti includono 3 arti ninja (Arte della fiamma: Fulmine di fuoco (A distanza), Potere della mano celestiale (A distanza) e Mille falchi d'onice (A distanza)), 1 Tecnica suprema (Takamikazuchi-no-Kami (A distanza)), 1 Parte avatar (Capelli (Sasuke: THE LAST), per avatar maschili/femminili), 1 arma per Tipo a distanza (Spada ninja di Sasuke) e Contenuti aggiuntivi (Azione sala d'attesa: Forse la prossima volta e Titolo onorifico: Perdente). | NARUTO TO BORUTO: SHINOBI STRIKER Season Pass 2 |
| NTBSS: Master Character Training Pack - Ino Yamanaka                            | 20 dicembre 2019  | I contenuti includono 2 arti ninja (Tecnica del capovolgimento spirituale (Tipo curativo) e Tecnica del Palmo eremitico del capovolgimento spirituale (Tipo curativo), 1 Tecnica suprema (Tecnica di sostituzione del capovolgimento spirituale (Tipo curativo)), 2 Parti avatar (Capelli (Ino: ver. ragazzo), per avatar maschili/femminili e Capelli (Inojin), per avatar maschili/femminili), 1 costume (Tenuta di Ino (ver. ragazzo): per avatar maschili/femminili) e Contenuti aggiuntivi (Azione sala d'attesa: Tecnica del capovolgimento spirituale e Titolo onorifico: Clan Yamanaka).                                                                               | NARUTO TO BORUTO: SHINOBI STRIKER Season Pass 2 |
| NTBSS: Master Character Training Pack - Might Guy                               | 31 gennaio 2020   | I contenuti includono 2 arti ninja (Ruggito della giovinezza (Tipo d'attacco) e Entrata dinamica (Tipo d'attacco)), 1 Tecnica suprema (Otto porte difensive del corpo (Tipo d'attacco); nota: puoi eseguire Gai della Notte con comandi aggiuntivi, ma facendolo non potrai più continuare a combattere), 1 Parte avatar (Capelli (Gai Maito), per avatar maschili/femminili), 2 costumi (Tenuta di Gai 2: parte superiore e inferiore, per avatar maschili/femminili e Tenuta di Gai 3: parte superiore e inferiore, per avatar maschili/femminili) e contenuti aggiuntivi (Azione sala d'attesa: Entrata di Gai e Titolo onorifico: Nobile bestia verde della Foglia).       | NARUTO TO BORUTO: SHINOBI STRIKER Season Pass 2 |
| NTBSS: Master Character Training Pack - Mei Terumi                              | 28 febbraio 2020  | I contenuti includono 2 arti ninja (Arte dell'acqua: Colonna d'acqua (Tipo curativo) e Arte della lava: Tecnica della sparizione (Tipo curativo)), 1 Tecnica suprema (Arte del vapore: Tecnica della nebbia ingegnosa (Tipo curativo)), 2 Parti avatar (Capelli (Mei), per avatar maschili/femminili e Capigliatura (Cappello da Mizukage), per avatar maschili/femminili), 1 costume (Tenuta di Mei: parte superiore e inferiore, per avatar maschili/femminili), 1 arma Tipo difensivo (Spada doppia Hiramekarei (rilascio)), e contenuti aggiuntivi (Titolo onorifico: Cacciatore di uomini).                                                                               | NARUTO TO BORUTO: SHINOBI STRIKER Season Pass 2 |
| NTBSS: Master Character Training Pack Naruto Uzumaki (BORUTO)                   | 27 marzo 2020     | I contenuti includono 2 arti ninja (Rasen-assalto (Tipo d'attacco) e Attacco a due pugni di Kurama (Tipo d'attacco)), 1 Tecnica suprema (Modalità collegamento con Kurama (Tipo d'attacco)), 3 Parti avatar (Capelli (Naruto: The Last), per avatar maschili/femminili e Capelli (Cappello da Hokage), per avatar maschili/femminili e Accessorio: Kurama), 1 costume (Tenuta di Naruto 3: parte superiore e inferiore, per avatar maschili/femminili) e contenuti aggiuntivi (Titolo onorifico: Amico del Nove code). | NARUTO TO BORUTO: SHINOBI STRIKER Season Pass 2 |
| NTBSS: Master Character Training Pack - Kakashi Hatake (Double Sharingan)       | 31 luglio 2020    | I contenuti includono 2 arti ninja (Taglio del fulmine Kamui (Tipo a distanza) e Legame Kamui (Tipo a distanza)), 1 Tecnica suprema (Shuriken Kamui (Tipo a distanza)), 2 costumi (Tenuta di Kakashi (Ver. Sesto Hokage): parte superiore e inferiore, per avatar maschili/femminili e Tenuta di Kakashi (Ver. Nuova generazione): parte superiore e inferiore, per avatar maschili/femminili), 1 Parte avatar (Capelli (Kakashi Hatake Sesto Hokage), per avatar maschili/femminili) e contenuti aggiuntivi (Azione sala d’attesa: Paradiso Artificiale e Titolo onorifico: Precedente capo squadra 7).                                                                       | NARUTO TO BORUTO: SHINOBI STRIKER Season Pass 3 |
| NTBSS: Master Character Training Pack - Neji Hyuga                              | 25 settembre 2020 | I contenuti includono 2 arti ninja (Palmo gentile! Colpo al corpo (Tipo difensivo) e Colpo Hazan (Tipo difensivo)), 1 Tecnica suprema (128 chiusure (Tipo difensivo)), 1 costume (Tenuta di Neji Hyuga (ver. Jonin): parte superiore e inferiore, per avatar maschili/femminili), 3 Parti avatar (Capelli (Neji Hyuga, ver. Jonin), per avatar maschili/femminili, Capelli (Neji Hyuga, ver. Jonin - senza fascia), per avatar maschili/femminili e Pittura facciale: Segno maledetto) e contenuti aggiuntivi (Azione sala d'attesa: "Noi Hyuga siamo i più forti della Foglia." e Titolo onorifico: Il più forte della Foglia).                                               | NARUTO TO BORUTO: SHINOBI STRIKER Season Pass 3 |
| NTBSS: Master Character Training Pack Shisui Uchiha                             | 24 novembre 2020  | I contenuti includono 3 arti ninja (Arte Uchiha: Danza dell'aura (Tipo d'attacco), Tecnica della Shuriken Uchiha: Oboroguruma (Tipo d’attacco) e Tecnica del teletrasporto (Tipo d'attacco)), 1 Tecnica suprema (Koto Amatsukami (Tipo d'attacco)), 1 costume (Tenuta di Shisui: parte superiore e inferiore, per avatar maschili/femminili), 1 Parte avatar (Capelli (Shisui), per avatar maschili/femminili), 1 arma (Katana di Shisui) e contenuti aggiuntivi (Azione sala d'attesa: Tecnica del teletrasporto e Titolo onorifico: Teletrasportato). | NARUTO TO BORUTO: SHINOBI STRIKER Season Pass 3 |
| NTBSS- Master Character Training Pack Naruto Uzumaki (Last Battle)              | 29 gennaio 2021   | I contenuti includono 3 arti ninja (Sfere del vero cercatore: Ciclo (Tipo curativo), Chakra delle sei vie: rinascita (Tipo curativo) e Tecnica della moltiplicazione multipla del corpo (generale)), 1 Tecnica suprema (Sei vie: Rasen Shuriken titanico (Tipo curativo)), 2 costumi (Tenuta di Naruto (ver. Last Battle): parte superiore e inferiore, per avatar maschili/femminili e Tenuta di Asura: parte superiore e inferiore, per avatar maschili/femminili), 1 Parte avatar (Capelli (Asura), per avatar maschili/femminili) e contenuti aggiuntivi (Azione sala d'attesa: Va alla grande 1 e Titolo onorifico: Ninja più imprevedibile).                             | NARUTO TO BORUTO: SHINOBI STRIKER Season Pass 3 |
| NTBSS: Master Character Training Pack Boruto Uzumaki (Karma)                    | 9 aprile 2021     | I contenuti includono 3 arti ninja (Flusso di Boruto (Tipo difensivo), Arte del fulmine: Freccia Rombo di tuono (Tipo difensivo) e Tecnica della moltiplicazione multipla del corpo (generale)), 1 Tecnica suprema (Karma (scatenato) (Tipo difensivo)), 1 costume (Tenuta di Kawaki: parte superiore e inferiore, per avatar maschili/femminili), 2 Parti avatar (Capelli (Kawaki), per avatar maschili/femminili e Accessorio: Hamburger fulmine) e contenuti aggiuntivi (Azione sala d'attesa: Posa Va tutto per il meglio! 2 e Titolo onorifico: Uccisore di divinità). | NARUTO TO BORUTO: SHINOBI STRIKER Season Pass 3 |
| NTBSS- Master Character Training Pack - Sakura Haruno (Great Ninja War)         | 25 giugno 2021    | I contenuti includono 2 arti ninja (Forza dei cento: cannone floreale (Tipo curativo) e Forza dei cento: dura luce (Tipo curativo)), 1 Tecnica suprema (Tecnica delle 100 forze (Tipo curativo)), 2 costumi (Tenuta di Sakura (ver. Last Battle): parte superiore e inferiore, per avatar maschili/femminili e Tenuta di Sakura 3: parte superiore e inferiore, per avatar maschili/femminili), 2 Parti avatar (Capelli: Sakura (dopo la Guerra dei Ninja), per avatar maschili/femminili e Capelli: Sakura (The Last), per avatar maschili/femminili) e contenuti aggiuntivi (Azione sala d'attesa: Forse la prossima volta e Titolo onorifico: Discepolo del quinto Hokage). | NARUTO TO BORUTO: SHINOBI STRIKER Season Pass 4 |
| NTBSS: Master Character Training Pack - Nagato (Reanimation)                    | 30 luglio 2021    | I contenuti includono 2 arti ninja (Chikushodo (Tipo a distanza) e Shurado (Tipo a distanza)), 1 Tecnica suprema (Tecnica del richiamo: Statua Gedo (Tipo a distanza)), 3 costumi (Tenuta di Nagato (ver. Fondatore di Alba): parte superiore e inferiore, per avatar maschili/femminili, Tenuta di Nagato (ver. giovane): parte superiore e inferiore, per avatar maschili e Tenuta di Konan (ver. giovane): parte superiore e inferiore, per avatar femminili), 1 parte avatar (Capelli: Nagato (Fondatore di Alba), per avatar maschili/femminili) e contenuti aggiuntivi (Azione sala d'attesa: Freccia infuocata e Titolo onorifico: Discepolo esperto).                  | NARUTO TO BORUTO: SHINOBI STRIKER Season Pass 4 |
| NTBSS: Master Character Training Pack - Itachi Uchiha (Reanimation)             | 1º ottobre 2021   | I contenuti includono 3 arti ninja (Tsukuyomi (Tipo curativo), Yasaka no Magatama (Tipo curativo) e Tecnica della moltiplicazione del corpo: Esplosione (Tecnica della sostituzione)), 1 Tecnica suprema (Izanami (Tipo curativo)), 1 costume (Tenuta di Itachi (Resurrezione): parte superiore e inferiore, per avatar maschili/femminili), 2 parti avatar (Capelli: Cappello di Alba: per avatar maschili/femminili e Itachi (Resurrezione): per avatar maschili/femminili) e contenuti aggiuntivi (Azione sala d'attesa: Richiamo dei corvi e Titolo onorifico: Fratelli per l'eternità).                                                                                   | NARUTO TO BORUTO: SHINOBI STRIKER Season Pass 4 |
| NTBSS: Master Character Training Pack - Sasuke Uchiha (Last Battle)             | 24 novembre 2021  | I contenuti includono 3 arti ninja (Affondo volante: Potere della mano celestiale (Tipo difensivo), Armatura di Susano'o (Tipo difensivo) e Salto nel tempo e nello spazio (Tecnica della sostituzione)), 1 Tecnica suprema (Freccia di Indra (Tipo difensivo)), 2 costumi (Tenuta di Sasuke (ver. Last Battle): parte superiore e inferiore, per avatar maschili/femminili e Tenuta di Sasuke (ver. giovane 2): parte superiore e inferiore (per uomini)), 2 parti avatar (Capelli: Indra, per avatar maschili/femminili e Faccia: Segno maledetto, secondo stadio) e contenuti aggiuntivi (Titolo onorifico: Portatore dell’odio).                                           | NARUTO TO BORUTO: SHINOBI STRIKER Season Pass 4 |
| NTBSS: Master Character Training Pack - Kawaki                                  | 4 febbraio 2022   | I contenuti includono 3 arti ninja (Karma (Strano gusto)(Tipo d'attacco), Attrezzo ninja scientifico: Furia imperiale (Tipo d'attacco) e Uscita d'emergenza (Tecnica della sostituzione)), 1 Tecnica suprema (Karma (Rituale di distruzione)(Tipo d'attacco)), 2 parti avatar (Accessorio: Piercing di Kawaki per avatar maschili/femminili e Faccia: Kawaki), 1 arma (Attrezzo ninja scientifico: Carapace (Tipo d'attacco)) e contenuti aggiuntivi (Attrezzo ninja scientifico: Frammento di scaglia e Titolo onorifico: Ricettacolo). | NARUTO TO BORUTO: SHINOBI STRIKER Season Pass 4 |
| NTBSS: Master Character Training Pack – Madara Uchiha (Six Paths)               | 10 giugno 2022    | I contenuti includono 2 arti ninja (Arte eremitica: Arte dell'ombra, colpo del tuono (Tipo curativo) e Limbo: Prigione di confine (Tipo curativo)), 1 Tecnica suprema (Tsukuyomi infinito (Tipo curativo)), 2 costumi (Tenuta di Madara 2 e Tenuta di Madara ver. battaglia), 1 parte avatar (Acconciatura: Madara (Sei vie)), 1 arma (Arma: Bastone di Madara) e contenuti aggiuntivi (Titolo onorifico: Salvatore del mondo). | NARUTO TO BORUTO: SHINOBI STRIKER Season Pass 5 |
| NTBSS: Master Character Training Pack – Temari                                  | 29 luglio 2022    | I contenuti includono 2 arti ninja (Lame di Vento (Tipo a distanza) e Richiamo: Danza del coltello (Tipo a distanza)), 1 Tecnica suprema (Arte del vento: Drago marino (Tipo a distanza)), 2 costumi (Tenuta di Temari 3 e Tenuta di Temari ver. giovane), 1 parte avatar (Capelli (Temari (BORUTO))), 1 arma (Ventaglio di Temari) e contenuti aggiuntivi (Titolo onorifico: Sorella maggiore del Quinto Kazekage). | NARUTO TO BORUTO: SHINOBI STRIKER Season Pass 5 |
| NTBSS: Master Character Training Pack – Konohamaru Sarutobi (BORUTO)            | 30 settembre 2022 | I contenuti includono 2 arti ninja (Arte del fuoco: Ceneri brucianti e Arte del fuoco: Meteore incendiarie), 1 Tecnica suprema (Tecnica del richiamo: Enra), 1 costume (Tenuta di Konohamaru 2), 1 parte avatar (Acconciatura: Konohamaru (ver. giovane)), 1 arma (Bastone di diamante) e contenuti aggiuntivi (Titolo onorifico: Jonin leader della nuova generazione). | NARUTO TO BORUTO: SHINOBI STRIKER Season Pass 5 |
| NTBSS: Master Character Training Pack – Naruto Uzumaki (Baryon Mode)            | 2 dicembre 2022   | I contenuti includono 3 arti ninja (Sbarramento di proiettili Barione (Tipo d'attacco), Spezzacoda Barione (Tipo d'attacco) e Risveglio Barione (Tecnica della sostituzione)), 1 Tecnica suprema (Modalità Barione (Tipo d’attacco)), 2 costumi (Tenuta di Naruto 3 e Tenuta di Naruto 4), 2 Parti avatar (Capelli: Naruto (Tecnica sexy) e Capelli: Berretto di maglia di Naruto), e Contenuti aggiuntivi (Titolo onorifico: Il dovere prima della carne). | NARUTO TO BORUTO: SHINOBI STRIKER Season Pass 5 |
| NTBSS Master Character Training Pack - Isshiki Otsutsuki                        | 3 febbraio 2023   | I contenuti includono 2 arti ninja (Tecnica segreta: Sukunahikona (Tipo difensivo) e Karma (Tipo difensivo)), 1 Tecnica suprema (Tecnica segreta: Daikokuten (Tipo difensivo)), 1 costume (Tenuta di Isshiki), 2 Parti avatar (Accessorio Piercing di Jigen e Pittura facciale Jigen), 1 arma (Attrezzi ninja: Asta nera Sukunahikona (Tipo difensivo)) e Contenuti aggiuntivi (Titolo onorifico: Kara). | NARUTO TO BORUTO: SHINOBI STRIKER Season Pass 5 |
| NARUTO TO BORUTO: SHINOBI STRIKER - Starter Pack                                | 3 febbraio 2023   | I contenuti includono 10 pergamene Chiaro di luna e 10 arti ninja (Rasengan (Tipo d’attacco), Arte del fuoco: Tecnica palla di fuoco (Tipo a distanza), Scudo di sabbia (Tipo difensivo), Tecnica dell’Estrazione cellulare (Tipo curativo), Taglio del fulmine (Tipo d’attacco), Sharingan (Tipo d’attacco), Mille Falchi (Tipo a distanza), Pergamena super bestia (Leone) (Tipo a distanza), Proiettile umano travolgente devastante (Tipo difensivo) e Byakugan (Tipo curativo)). | -                                               |
| NTBSS: Master Character Training Pack - Minato Namikaze (Reanimation)           | 21 aprile 2023    | I contenuti includono 2 arti ninja (Fendente celeste, tipo zero (Tipo difensivo) e Raijin volante: Fulmine guidato (Tipo difensivo)), 1 tecnica suprema (Raijin volante: Jiku Shippu Senkou Rennodan Zeroshiki (Tipo difensivo)), 1 costume (Costume Minato (Parte superiore) (Maschile e femminile)), 1 parte avatar (Capelli: Kushina (Pronta alla missione) (Maschile e femminile)), 1 arma (Attrezzi ninja: Kunai del Raijin volante: Istantaneo (Tutti i tipi)) e Contenuti aggiuntivi (Titolo onorifico: Lampo giallo della Foglia). | NARUTO TO BORUTO: SHINOBI STRIKER Season Pass 6 |
| NTBSS: Special Ninjutsu - The Piercing One-Fingered Thrust of Hell              | 26 maggio 2023    | I contenuti includono la Tecnica: Affondo infernale: Lancia a un dito (Tipo d’attacco). | -                                               |
| NTBSS: Master Character Training Pack - Obito Uchiha (Ten Tails Jinchuriki)     | 30 giugno 2023    | I contenuti includono 2 arti ninja (Ricerca della verità ardente (tipo d'attacco) e Lanterna incrociata (tipo d'attacco)), 1 Tecnica suprema (Lama divina dell'Eremita delle Sei Vie: Nunoboko (tipo d’attacco)), 1 costume (Tenuta di Obito, versione Dieci Code), 1 parte avatar (Accessorio: Corno della forza portante del Dieci Code), 1 arma (Attrezzo ninja scientifico: Sfera dei desideri - Distorta) e Contenuti aggiuntivi (2 sigilli Potenziamento shinobi e Titolo onorifico: Portatore di pace). | NARUTO TO BORUTO: SHINOBI STRIKER Season Pass 6 |
| NTBSS: Special Ninjutsu - Flying Raijin Slice                                   | 28 luglio 2023    | I contenuti includono l'Arte ninja: Taglio del Raijin volante (tipo a distanza). | -                                               |
| NTBSS: Master Character Training Pack - Kaguya Otsutsuki                        | 25 agosto 2023    | I contenuti includono 3 arti ninja (Pugni vuoti delle otto divinità (tipo curativo), Cenere d'osso omicida (tipo curativo) e Yomotsu Hirasaka (tecnica della sostituzione)), 1 Tecnica suprema (Ame no Minaka (tipo curativo)), 1 costume (Tenuta di Kaguya 2 (Maschile e femminile)), 2 parti per avatar (Capelli: Kaguya e Accessorio: Maschera Zetsu Nero) e Contenuti aggiuntivi (2 sigilli Potenziamento shinobi e Titolo onorifico: Clan Otsutsuki). | NARUTO TO BORUTO: SHINOBI STRIKER Season Pass 6 |
| NTBSS: Special Ninjutsu - Steam Imp                                             | 22 settembre 2023 | I contenuti includono l'Arte ninja: Demone del vapore (tipo a distanza). | -                                               |
| NTBSS: Special Ninjutsu - Particle Style: Atomic Dismantling Jutsu (Pillar)     | 13 ottobre 2023   | I contenuti includono l'Arte ninja: Arte della polvere: Tecnica distacco mondo primitivo - Colonna (tipo curativo). | -                                               |
| NTBSS: Master Character Training Pack - Boruto Uzumaki (Karma Progression)      | 10 novembre 2023  | I contenuti includono 2 arti ninja (Fendente lampo (Tipo a distanza) e Rasengan a scomparsa: Luna piena (Tipo a distanza)), 1 Tecnica suprema (Risveglio del Karma (Tipo a distanza)), 2 costumi (Tenuta di Boruto 2 (Maschile e femminile) e Tenuta di Boruto: Prologo (Maschile e femminile)), 2 parti per avatar (Capelli: Boruto (progressione del Karma) e Capelli: Boruto (Prologo)) e Contenuti aggiuntivi (Titolo onorifico: Ricettacolo di Momoshiki). | NARUTO TO BORUTO: SHINOBI STRIKER Season Pass 7 |
| NTBSS: Special Ninjutsu - Magnet Style: Gold Dust Great Burial                  | 15 dicembre 2023  | I contenuti includono l'Arte ninja: Arte del magnetismo: Polvere d'oro, Grande sepoltura (tipo difensivo). | -                                               |
| NTBSS: Master Character Training Pack - Gaara (Young Ver.)                      | 26 gennaio 2024   | I contenuti includono 2 arti ninja (Tsunami di sabbia (Tipo difensivo) e Gabbia di sabbia (Tipo difensivo)), 1 tecnica segreta (Falso dormiente (Tipo difensivo)), 1 costume (Tenuta di Gaara - Ver. giovane (Maschile e femminile)), 1 parte avatar (Accessorio: Maschera di Shukaku), 1 arma (Attrezzi ninja: Shuriken di sabbia) e Contenuti aggiuntivi (Titolo onorifico: Carnefice egoista). | NARUTO TO BORUTO: SHINOBI STRIKER Season Pass 7 |
| NTBSS: Special Ninjutsu - Wood Style: Wood Golem Jutsu                          | 16 febbraio 2024  | I contenuti includono l'Arte ninja: Arte del legno: Tecnica del golem di legno (Tipo d'attacco). | -                                               |
| NTBSS: Master Character Training Pack - Sasori                                  | 29 marzo 2024     | I contenuti includono 2 arti ninja (Mille mani (tipo a distanza) e Sabbia ferrosa: Assalto (tipo a distanza)), 1 tecnica suprema (Tecnica rossa segreta: Spettacolo dei cento congegni (tipo a distanza)), 1 costume (Tenuta di Sasori: Versione giovane (maschile/femminile)), 1 parte avatar (Acconciatura: Sasori), 1 arma (Terzo Kazekage (marionetta)) e Contenuti aggiuntivi (Titolo onorifico: Ninja della sabbia rossa). | NARUTO TO BORUTO: SHINOBI STRIKER Season Pass 7 |
| NTBSS Master Character Training Pack - Kawaki (Karma Progression)               | 24 maggio 2024    | I contenuti includono 2 arti ninja (Cieli oscuri sconfinati: Shokatsu (Tipo d’Attacco) e Sukunahikona: Cacciatore di dèi (Tipo d’Attacco)), 1 tecnica suprema (Progressione del Karma (Tipo d’Attacco)), 2 costumi (Tenuta di Kawaki: versione scuola ninja (maschile/femminile) e Tenuta di Amado (maschile/femminile)), 1 parte avatar (Acconciatura: Amado), e Contenuti aggiuntivi (Titolo onorifico: Fratelli). | -                                               |
| NTBSS: Special Ninjutsu - Host Transformation: Two Tails                        | 26 luglio 2024    | I contenuti includono l'Arte ninja: Trasformazione dell'ospite: Bicoda (Tipo d'attacco). | -                                               |
| NTBSS: Master Character Training Pack - Shisui Uchiha (Perfect Susano'o)        | 23 agosto 2024    | I contenuti includono 2 arti ninja (Susano'o: Tsukumo (Tipo difensivo) e Arte illusoria: Sharingan (Tipo difensivo)), 1 Tecnica suprema (Susano'o perfetto: Kishin (Tipo difensivo)), 1 costume (Tenuta Reparti Speciali, giacca (Maschile e femminile)), 1 parte avatar (Acconciatura (Kagami)), e Contenuti aggiuntivi (Titolo onorifico: Maestro definitivo delle arti illusorie). | -                                               |
| NTBSS: Special Ninjutsu - Host Transformation: Six Tails                        | 25 ottobre 2024   | I contenuti includono l'Arte ninja: Trasformazione dell'ospite: Esacoda (tipo a distanza). | -                                               |
| NARUTO TO BORUTO: SHINOBI STRIKER - Special Ninjutsu: An Elder Reborn Kage Pack | 22 novembre 2024  | I contenuti includono l'Arte ninja speciale "Affondo infernale: Lancia a un dito", l'Arte ninja speciale "Taglio del Raijin volante", l'Arte ninja speciale "Demone del vapore", l'Arte ninja speciale "Arte della polvere: Tecnica distacco mondo primitivo - Colonna", l'Arte ninja speciale "Arte del magnetismo: Polvere d'oro, Grande sepoltura" l'Arte ninja speciale "Arte del legno: Tecnica del golem di legno" e Pergamena Chiaro di luna x10. | -                                               |
| NARUTO TO BORUTO: SHINOBI STRIKER - Naruto Uzumaki Starter Pack                 | 22 novembre 2024  | I contenuti includono il Pacchetto Addestramento maestro - Naruto Uzumaki (BORUTO), il Pacchetto Addestramento maestro - Naruto Uzumaki (Last Battle), il Pacchetto Addestramento maestro - Naruto Uzumaki (Modalità Barione), il Pacchetto Addestramento maestro - Naruto Uzumaki (Ver. giovane), l'Addestramento segreto - Naruto Uzumaki e Pergamena Chiaro di luna x10. | -                                               |
| NTBSS: Master Character Training Pack - Naruto Uzumaki (Young Ver.)             | 22 novembre 2024  | I contenuti includono 3 arti ninja (Legame Rasengan (Tipo d'attacco), Bomba del Demone del Vento (Tipo d'attacco) e Enneacoda: Veste), 1 Tecnica suprema (Enneacoda: Furia (Tipo d'attacco)), 1 costume (Tenuta di Naruto (ver. isola) (Maschile e femminile)), 2 parti avatar (Acconciatura: Teuchi e Acconciatura: Ayame), 1 arma (Attrezzo ninja: Ramen dell'Ichiraku) e Contenuti aggiuntivi (Titolo onorifico: Demone volpe). | -                                               |
| NTBSS: Special Ninjutsu - Host Transformation: Three Tails                      | 31 gennaio 2025   | I contenuti includono l'Arte ninja: Trasformazione dell'ospite: Tricoda (Tipo difensivo). | -                                               |
| NARUTO TO BORUTO: SHINOBI STRIKER - Sasuke Uchiha Starter Pack                  | 28 febbraio 2025  | I contenuti includono il Pacchetto Addestramento maestro - Sasuke Uchiha (BORUTO), il Pacchetto Addestramento maestro - Sasuke Uchiha (Last Battle), il Pacchetto Addestramento maestro - Sasuke Uchiha (battaglia finale ver. giovane), l'Addestramento segreto - Sasuke Uchiha e Pergamena Chiaro di luna x10. | -                                               |
| NTBSS: Master Character Training Pack - Sasuke Uchiha (Young Ver. Final Battle) | 28 febbraio 2025  | I contenuti includono 2 arti ninja (Mille Falchi Stratificato (Tipo a distanza) e Arte del Fuoco: Drago Infuocato (Tipo a distanza)), 1 Tecnica suprema (Segno maledetto, secondo stadio (Tipo a distanza)), 2 costumi (Tenuta di Sasuke ver. bambino (Maschile e femminile) e Tenuta di Sasuke ver. indietro nel tempo (Maschile e femminile)), 2 parti avatar (Benda per occhio di Sasuke e Acconciatura: Segno maledetto, secondo stadio) e Contenuti aggiuntivi (Titolo onorifico: Vendicativo). | -                                               |
| NTBSS: Special Ninjutsu - Host Transformation: Seven Tails                      | 28 marzo 2025     | I contenuti includono l'Arte ninja: Trasformazione dell'ospite: Eptacoda (Tipo curativo). | -                                               |
| NTBSS: Master Character Training Pack - Hidan                                   | 30 maggio 2025    | I contenuti includono 2 arti ninja (Morte da smembramento (Tipo difensivo) e Mietitore d'anime (Tipo difensivo)), 1 tecnica suprema (Tecnica maledetta: Sangue di possessione mortale (Tipo difensivo)), 1 costume (Tenuta di Hidan: ver. prec. (maschile e femminile)), 1 parte avatar (Acconciatura (Hidan)), 1 arma (Falcetto a tripla lama di Hidan) e Contenuti aggiuntivi (Titolo onorifico: Immortale). | NARUTO TO BORUTO: SHINOBI STRIKER Season Pass 9 |

## Accoglienza
| Testata                                | Versione | Giudizio |
| -------------------------------------- | -------- | -------- |
| Metacritic (media al 18 novembre 2021) | PS4      | 61/100   |
| Multiplayer.it                         | PS4      | 7.5/10   |
| Eurogamer                              | Tutte    | 6/10     |
| IGN                                    | Tutte    | 7/10     |
| Vandal                                 | Tutte    | 7/10     |

Il gioco ha avuto un'accoglienza mista. La versione del videogioco per Playstation 4 ha ricevuto un punteggio di 61/100 sull'aggregatore di recensioni Metacritic.